# Ramadasa
Ramadasa is een geslacht van vlinders van de familie spinneruilen (Erebidae), uit de onderfamilie Calpinae.

## Soorten
- R. crystallina Lower, 1899
- R. fumipennis Warren, 1916
- R. pavo Walker, 1856
- R. plumbeola Warren, 1916
- R. pratti Bethune-Baker, 1908